# 증류소

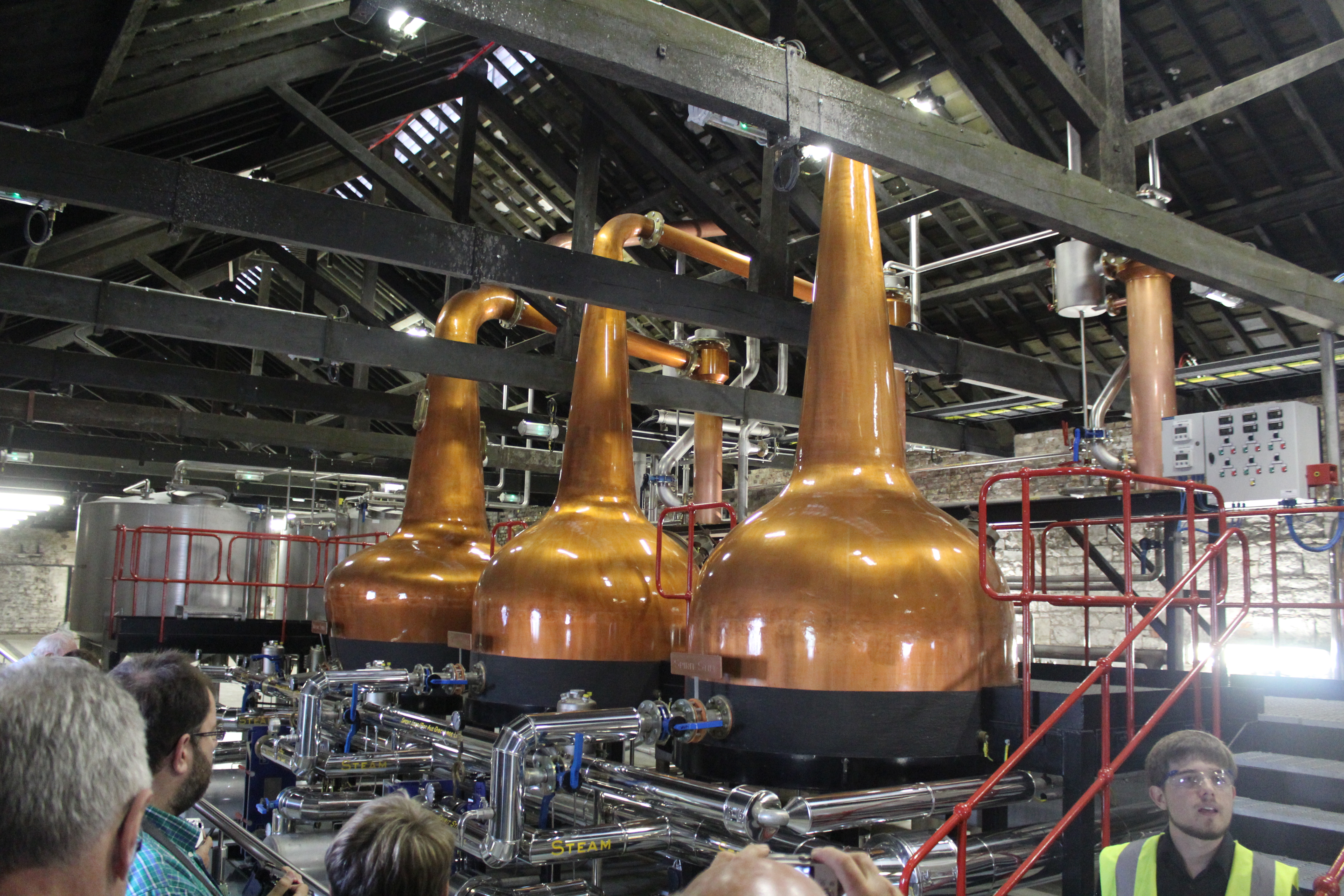
아일랜드 미들턴에 있는 제임슨 증류소

증류소(蒸溜所)는 증류를 하는 장소로, 증류기가 있다.